# Sydkorea i olympiska vinterspelen 2006

Sydkorea deltog i olympiska vinterspelen 2006. Sydkorea deltog med 41 idrottare i 9 sporter och tog 11 medaljer.

## Medaljer

### Guld
- Short track
  - 1 500 meter herrar: Hyun-Soo Ahn
  - 1 000 meter herrar: Hyun-Soo Ahn
  - 1 500 meter damer: Sun-Yu Jin
  - 1 000 meter damer: Sun-Yu Jin
  - 5 000 meter stafett herrar: Hyun-Soo Ahn, Ho-Suk Lee, Ho-Jin Seo & Suk-Woo Song
  - 3 000 meter stafett damer: Byun Chun-Sa, Choi Eun-Kyung, Jeon Da-Hye, Jin Sun-Yu & Kang Yun-Mi

### Silver
- Short track
  - 1 500 meter damer: Lee Ho-Suk
  - 1 000 meter damer: Lee Ho-Suk
  - 1 500 meter herrar: Choi Eun-Kyung

### Brons
- Skridsko
  - 500 meter herrar: Lee Kang Seok
- Short track
  - 500 meter herrar: Hyun-Soo Ahn